# 관동묘려
관동묘려(寬洞墓廬)는 대전광역시 동구 마산동에 있는 재실이다. 1994년 6월 7일 대전광역시의 문화재자료 제37호로 지정되었다.

## 개요
이곳은 열녀로 열녀문을 하사받은 쌍청당(雙淸堂) 송유(1389~1446)의 어머니 유씨 부인이, 문종 2년(1452) 82세로 돌아가시자 이곳에서 장례를 지내고 그 옆에다 만든 재실이다.
ㄱ자형 재실 건물에 양 옆으로 2칸씩 방이 달려 있는데, 지붕은 옆면에서 볼 때 여덟 팔(八)자 모양과 비슷한 팔작지붕이다. 재실 중앙에는 큰 마루를 중심으로 좌우에 안방과 건넌방을 두었고, 안방 옆으로는 2칸 크기의 부엌을 만들었다. 중앙 큰 마루에는 ‘관동묘려(寬洞墓廬)’라는 현판이 걸려 있다. 또한 옆면에 ‘숭정기원후(崇禎紀元後)’라는 현판이 있어 고종 31년(1894년)에 고쳐 지었음을 알 수 있다.

## 일화
열부로 정려를 받은 쌍청당 송유의 어머니 유씨부인이 1452년 82세로 죽자 이 곳에서 장례를 지내고 그 옆에 건축한 재실이다. 22세의 젊은 나이에 남편을 잃은 류씨부인을 가엽게 여긴 친정부모가 고려풍습대로 재혼을 시키려는 것을 받아들이지 않고 홀로 어린 아기를 업고 500리 길을 걸어 회덕에 있는 시댁을 찾았다. 그러나 시부모는 받아들이지 않고 "여자가 부모의 말씀을 따르지 않으면 삼종지의를 모르는 것"이라며 꾸짖어 보내려 하였으나 류씨부인은 울며 대답하기를 "삼종지의 등에 업힌 아이에게 있지 않습니까?" 하자 시부모가 크게 감동하여 맞아들였다. 삼종지의는 "어려서는 아버지를. 시집가서는 남편을, 남편이 죽은 후에는 아들을 좇음"을 이르는 말로 류씨 부인은 일부종사를 고집했다. 이후 류씨부인은 아들을 훌륭히 키워내고 시부모 또한 극진히 섬겼던 것으로 전해진다.

## 같이 보기
- 송유
- 은진 송씨

## 참고 자료
- 관동묘려 - 국가유산청 국가유산포털